# Айн (регион)
{{Административная единица
| Цвет1 = var(--ruwiki-background-color-blue200, #cfe3ff)
| Русское название = Айн
| Оригинальное название = сомал. Cayn
англ. Ayn
| Герб = 
| Флаг = 
|Страна = Сомали]] (контролируется частично признанным [[Сомалилендом)
| lat_dir = N
| lat_deg = 
| lat_min = 
| lat_sec = 
| lon_dir = E
| lon_deg = 
| lon_min = 
| lon_sec = 
| region = SO
| type = adm1st
| уровень = 
| CoordScale = 
| Гимн = 
| Статус = Провинция
| Входит в = Сомалийское Государство Хатумо
| Включает = 
| Столица = Буходле
| Крупный район = 
| Крупные районы = 
| Дата = 2004
| Глава = 
| Название главы = 
| Глава2 = 
| Название главы2 = 
| ВВП = 
| Год ВВП = 
| Место по ВВП = 
| ВВП на душу населения = 
| Место по ВВП на душу населения = 
| Языки = английский, сомалийский
| Население = 47 тыс.
| Год переписи = 
| Процент от населения = 
| Место по населению = 
| Плотность = 
| Место по плотности = 
| Национальный состав = сомалийцы
| Конфессиональный состав = 
| Площадь = 
| Процент от площади = 
| Место по площади = 
| Максимальная высота = 
| Средняя высота = 
| Минимальная высота = 
| Широта = 
| Долгота = 
| Карта = Somalia regions map Ayn.svg
| Размер карты = 200px
| Карта административной единицы = 
| Часовой пояс = UTC +3
| Аббревиатура = 
| ISO = 
| FIPS = 
| Телефонный код = +252
| Почтовые индексы = 
| Интернет-домен = .so
| Код автомобильных номеров = 
| Сайт = 
| Примечания = 
}}
Айн (сомал. Cayn, англ. Ayn) — провинция Государства Хатумо, бывшей автономии на севере Сомали. Провинция образована властями Пунтленда в 2004 году на месте округа Буходле Тогдера, существовавшего в составе Сомали с 1984 по 1991 год, затем — в составе Сомалиленда. Столица провинции — город Буходле, являвшийся также временной столицей Хатумо, а до этого — столицей Сул-Санааг-Айна, на время оккупации Сомалилендом города Ласъанод. На территорию Айна также претендуют государства Сомалиленд и Пунтленд. Пунтленд не является противником Хатумо, также как и Сомали, поскольку клан Дулбаханте (основной в Суле, Айне и восточном Санааге) выступает за создание единого федеративного сомалийского государства. Таких же взглядов придерживаются власти Пунтленда, хотя и не признают автономии Хатумо.
Айн имеет границу с Эфиопией, из-за чего возникают приграничные конфликты на его территории, так как Эфиопия является союзником Сомалиленда в регионе. С мая по июль 2010 года по инициативе Эфиопии происходил серьёзный вооруженный конфликт между сомалилендско-эфиопскими формированиями и милициями Сул-Санааг-Айна рядом с городом Уидвид. Почти вся территория Айна на данный момент контролируется Сул-Санааг-Айном, власти которого создали свою автономию Хатумо.

## Округа
Согласно административно-территориальному делению Государства Хатумо Айн делился на 3 округа:

Карта Сомали

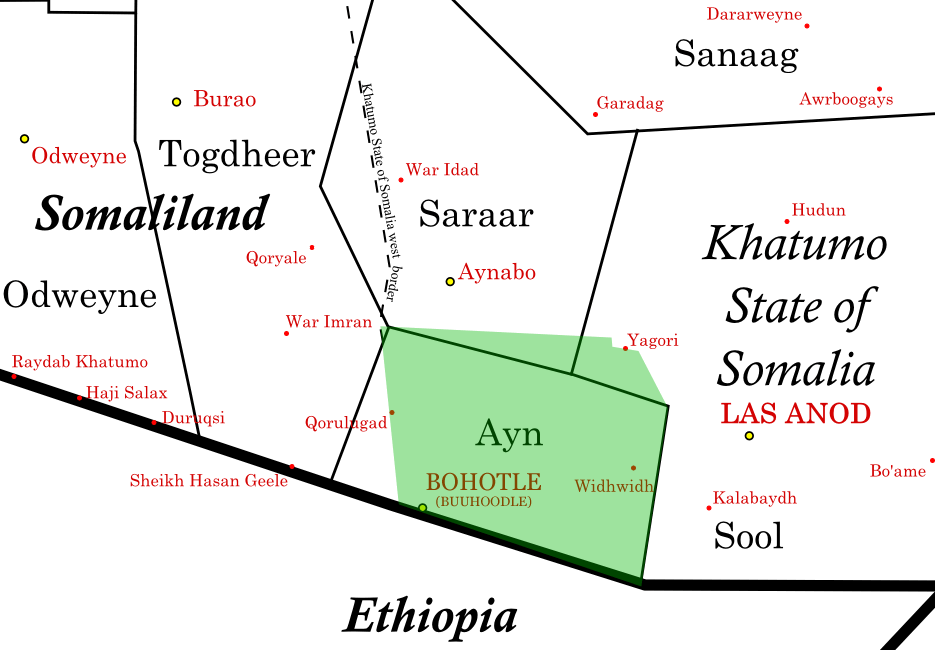
Айн и бывший округ Буходле

- Округ Балиад (Balicad)
- Округ Маркаан (Marqaan)
- Округ Уидвид (Widh-Widh)